# 서천 봉선리 유적
서천 봉선리 유적(舒川 鳳仙里 遺蹟)은 대한민국 충청남도 서천군에 위치한 유적이다. 2003년 충남역사문화원 문화재센터에서 발굴조사를 실시한 결과, 청동기시대부터 마한·백제·조선시대에 이르는 360여기의 다양한 유구가 조사되었으며, 500여점에 이르는 다양한 유물이 출토된 유적이다. 2006년 11월 6일 대한민국의 사적 제473호로 지정되었다.

## 발굴 경위
봉선리유적은 서천공주고속도로 건설공사 중 발견돼 2003~2004년 발굴조사 결과 청동기시대는 물론 마한ㆍ백제ㆍ조선시대에 이르는 다양한 유구가 확인됐다.

## 지정 사유
서천 봉선리 유적은 2003년 충남역사문화원 문화재센터에서 발굴조사를 실시한 결과, 청동기시대부터 마한·백제·조선시대에 이르는 360여기의 다양한 유구가 조사되었으며, 500여점에 이르는 다양한 유물이 출토되었다.
청동기시대에는 생활유적과 분묘유적이 광범위하게 자리잡고 있었으며, 마한시대에는 분묘만이 집중적으로 조영되다가 다시 백제시대에는 생활유적과 분묘유적이 자리잡고 있음이 확인되었다.
또한 조선시대에 와서 다시 생활유적과 분묘유적이 조영되고 있어 시기를 달리하면서 다양한 유구들이 확인되어 당시 사람들의 문화상을 파악하는데 중요한 자료를 제공하고 있다.

## 추가 지정
봉선리 유적 주변 역사공원을 조성하기 위해 상기 부지에 대해 지표조사를 시행한 결과 봉선리 유적의 연장선상으로 보여 지는 문화유적이 다량 분포하고 있어 유적의 보존관리를 위해 2010년 10월 22일 서천 봉선리유적 주변 3필지 2833m2를 문화재구역으로 추가지정했다.

## 참고 자료
- 서천 봉선리 유적 - 국가유산청 국가유산포털